# مارسيل بوشيل
مارسيل بوشل (بالألمانية: Marcel Büchel) هو لاعب كرة قدم نمساوي مسجل في ليختنشتاين ولاعب خط الوسط في يوف ستابيا والمنتخب الوطني ليختنشتاين.

## الخصائص التقنية
بطبيعة دور لاعب الوسط يمكن أن يلعب لاعب الوسط في خط الوسط أو في المركز، ويتمتع بحماس تنافسي.

## المهنة

### النادي
ظهر لأول مرة في أندية الشباب بالنادي السويسري في San Gallo، الذي لعب معه أيضًا مباراة مع الفريق الاحتياطي في الموسم الثالث السويسري في موسم 2007-2008.
في نهاية موسم 2008-2009، مر بالكامل في شباب البيض والبيض، تم شراؤه من قبل Siena، Serie A club، والذي يستخدمه فقط في فريق Primavera.
في صيف عام 2010 قام بإعارة إلى Juventus، والذي لعب معه، بالإضافة إلى اللعب كحامل في الربيع (الذي وصل معه أيضًا إلى المراحل النهائية من البطولة المخصصة له)، لأول مرة في فريقه في مباراة في دوري أوروبا ضد النمساويين من الأحمر بول سالزبورغ في 4 نوفمبر 2010 ؛ أثناء المنافسة لعب مباراة ثانية، حيث أنهى موسمه مع فريق يوفنتوس الأول بمجموع ظهورين.
ثم عاد إلى سيينا الذي أقرضه لموسم 2011-2012 إلى Gubbio، حيث لعب بوشل لعبة مع بريمافيرا ومباراتين في كأس إيطاليا و 17 مباراة (10 منها تبدأ من اللقب) في البطولة دوري الدرجة الثانية، الذي سجل فيه أيضًا أول هدف احترافي له، في 6 يناير 2012 في جوبيو باري (2-2)، وهي لعبة سجل خلالها هدف التعادل روسوبلو النهائي في 75 عامًا. في نهاية العام ينتقل نادي أومبريان إلى دوري الدرجة الأولى ليجا برو ولا يستبدل اللاعب.
عاد إلى سيينا الذي أقرضه مرة أخرى، هذه المرة إلى نادي كريمونيسي في ليجا برو بريما ديفيزي. في السلسلة الثالثة من موسم 2012-2013 لعب Büchel 25 لعبة في المجموع دون تسجيل أي هدف؛ في 31 يناير 2013 تم شراؤها بشكل مشترك من قبل يوفنتوس، والتي لم توقف القرض إلى كريمونيز.
بعد ذلك في جلسة سوق النقل اللاحقة، في 2 سبتمبر 2013، يتم بيع اللاعب مع صيغة القرض إلى Virtus Lanciano في بطولة دوري الدرجة الأولى الإيطالي لموسم 2013-2014 بأكمله. حقق هدفه الأول مع فريق Abruzzo في 15 فبراير 2014 في 22 'من Avellino-Virtus Lanciano (1-3)، اللعبة التي صنع فيها اللحظة 0-1.
في 26 أغسطس 2014، أقرض بولونيا. سجل هدفه الأول في القميص الأحمر والأزرق خارج ملعبه ضد Pescara لحظة واحدة (المباراة فازت بها فيلسيني 3-2 في النهاية).
في 31 أغسطس 2015، انتقل على سبيل الإعارة مع حق الاسترداد إلى نادي إمبولي. قام بأول مباراة له في دوري الدرجة الأولى الإيطالي يوم 4 أكتوبر 2015 في إمبولي - ساسولو 1-0 وفي اليوم التالي، 17 أكتوبر 2015، سجل هدفه الأول في Roma إيمبولي 3-1.
في 21 أبريل 2017 أثناء التمرين، وقع ضحية لحلقة شحمية، وبالتالي تم نقله إلى المستشفى.
في نهاية الموسم، بعد هبوط إمبولي إلى دوري الدرجة الثانية بعد هزيمته 2-1 أمام نادي باليرمو هبط بالفعل، انتقل إلى Verona التي تمت ترقيتها حديثًا، حيث بلغ مجموعها 23 مباراة.
في نهاية الموسم عاد إلى إمبولي، حيث انتهى به المطاف إلى هوامش الفريق لبطولة 2018-2019. في أكتوبر 2019، حُكم عليه من قِبل AS Roma لكن بعد شهر تم رفضه، وينضم إلى يوفنت ستابيا في دوري الدرجة الثانية.

### الدور الوطني
بين عامي 2009 و 2010 لعب 3 مباريات دون تسجيل أي هدف في المنتخب الوطني تحت 19 عامًا.
ومع ذلك، يستجيب لدعوة الفريق الوطني ل CT CT رينيه بوريتش لأول مرة في 9 أكتوبر 2015 مع ليختنشتاين في هزيمة داخلية ضد السويد.
في 19 نوفمبر 2018، وقع هدفه الأول، في تعادل 2-2 مع أرمينيا صالح في اليوم الأخير من عصبة الأمم.

## إحصائيات

### نادي المظاهر والأهداف
تم تحديث الإحصاءات إلى 4 أبريل 2018.

## الإنجازات

### نادي

#### المسابقات الوطنية
- Challenge League: 1

سانت غالن: 2008-2009
يوفنتوس: 2013، 2015

## روابط خارجية
- مارسيل بوشيل على موقع الاتحاد الأوربي (الإنجليزية)
- مارسيل بوشيل على موقع قاعدة بيانات كرة القدم.إي يو (الإنجليزية)
- مارسيل بوشيل على موقع ناشيونال فوتبول تيمز (الإنجليزية)
- مارسيل بوشيل على موقع Soccerway.com (الإنجليزية)
- مارسيل بوشيل على موقع عالم كرة القدم.نت (الإنجليزية)
- مارسيل بوشيل على موقع AS.com (الإسبانية)